# Liste der Monuments historiques in Irvillac
Die Liste der Monuments historiques in Irvillac führt die Monuments historiques in der französischen Gemeinde Irvillac auf.

## Liste der Bauwerke
| Bezeichnung          | Beschreibung | Standort                 | Kennzeichnung | Schutzstatus | Datum | Bild           |
| -------------------- | ------------ | ------------------------ | ------------- | ------------ | ----- | -------------- |
| Calvaire und Brunnen |              | Coat Nant (Lage)         | PA00090012    | Classé       | 1976  | weitere Bilder |
| Kirche St-Pierre     |              | Place de l’Église (Lage) | PA00090013    | Inscrit      | 1928  | weitere Bilder |

## Liste der Objekte
- Monuments historiques (Objekte) in Irvillac in der Base Palissy des französischen Kultusministeriums